# Baltic Ground Services
Baltic Ground Services – regionalna grupa firm naziemnej obsługi statków powietrznych świadczących pełny zakres obsługi naziemnej i tankowania. Wchodzi w skład Avia Solutions Group. Od roku 2011 Baltic Ground Services obsługuje lotniska Litwy i Polski.

## Historia
Początkowo firma działała w Międzynarodowym Porcie Lotniczym Wilno. Baltic Ground Services krótko działała w Międzynarodowym Porcie Lotniczym Kowno (marzec 2006 – grudzień 2008) i Międzynarodowym Porcie Lotniczym Ryga (kwiecień 2008 – ?). W maju 2010 firma Baltic Ground Services utworzyła spółkę zależną w Polsce, licząc na ekspansję na sześciu największych lotniskach Polski, położonych w Warszawie, Krakowie, Wrocławiu, Gdańsku, Poznaniu i Katowicach.

## Działania biznesowe
Główne kierunki działalności Baltic Ground Services to:
- Obsługa naziemna pasażerów
  - Odprawa
  - Boarding
  - Specjalne potrzeby
  - Rzeczy zagubione i znalezione
  - Nieprawidłowości
  - Biletowanie
- Obsługa naziemna samolotów
  - Kierowanie
  - Bagaż/ładunek/przesyłki
  - Ładunek/Rozładunek
  - Toalety i woda
  - GPU (naziemne jednostki mocy)
  - Ogrzewanie
  - Pchanie i holowanie
  - Sprzątanie wewnętrzne/zewnętrzne
  - Odladzanie/Przeciwdziałanie oblodzeniu
  - ASU
- Tankowanie
- Usługi inżynieryjne dla terminali lotniskowych:
  - Budowanie i wyposażanie systemów inżynieryjnych administracji technicznej
  - Usługi w zakresie obsługi i konserwacji w Międzynarodowym Porcie Lotniczym Wilno(VNO).

Firma świadczy usługi w zakresie obsługi naziemnej dla Small Planet Airlines, Finnair, Aer Lingus, LOT, Brussels Airlines, Skyways, DHL i innych.

## Certyfikaty
18 grudnia 2007 Biuro Veritas Certification wydało certyfikat dla Baltic Ground Services, potwierdzający, że zarządzanie spółką spełnia wymagania normy ISO 9001:2000 / LST EN ISO 9001:2001.
W maju 2009 Międzynarodowe Zrzeszenie Przewoźników Powietrznych IATA) nagrodziło Baltic Ground Services certyfikatem IATA Safety Audit for Ground Operations (ISAGO) Registration.[7] Baltic Ground Services stała się pierwszą firmą w Europie i dziesiątą na świecie, która otrzymała ten certyfikat.
Firma Baltic Ground Services otrzymała także uznanie IATA Fuel Quality Pool (IFQP) stwierdzające, że operacje tankowania samolotu odbywają się z zachowaniem wysokiej jakości kontroli i spełnieniem standardów bezpieczeństwa. Uznanie zostało nadane w październiku 2009, po przeprowadzeniu inspekcji w imieniu linii lotniczych, będących członkami IATA Fuel Quality Pool.